# Swiss Open Gstaad 2022 - Qualificazioni singolare
Le qualificazioni del singolare del Swiss Open Gstaad 2022 sono state un torneo di tennis preliminare per accedere alla fase finale della manifestazione. I vincitori dell'ultimo turno sono entrati di diritto nel tabellone principale. In caso di ritiro di uno o più giocatori aventi diritto, a questi sono subentrati i Lucky loser, ossia i giocatori che hanno perso nell'ultimo turno ma che avevano una classifica più alta rispetto agli altri partecipanti che avevano comunque perso nel turno finale.

## Teste di serie
1. Juan Pablo Varillas (qualificato)
2. Corentin Moutet (ultimo turno)
3. Nicolás Jarry (qualificato)
4. Yannick Hanfmann (qualificato)

1. Facundo Bagnis (primo turno)
2. Pavel Kotov (ultimo turno)
3. Vít Kopřiva (ultimo turno)
4. Elias Ymer (qualificato)

## Qualificati
1. Juan Pablo Varillas
2. Elias Ymer

1. Nicolás Jarry
2. Yannick Hanfmann

## Tabellone

### Sezione 1
|  | Primo turno | Primo turno          | Primo turno         | Primo turno | Primo turno |  |  | Ultimo turno | Ultimo turno        | Ultimo turno        | Ultimo turno | Ultimo turno |  |
|  |             |                      |                     |             |             |  |  |              |                     |                     |              |              |  |
|  | 1           | Juan Pablo Varillas  | Juan Pablo Varillas | 6           | 7           |  |  |              |                     |                     |              |              |  |
|  | Alt         | Andrea Vavassori     | Andrea Vavassori    | 4           | 63          |  |  | 1            | Juan Pablo Varillas | Juan Pablo Varillas | 6            | 6            |  |
|  |             | Juan Ignacio Londero | 6                   | 3           | 2           |  |  | 6            | Pavel Kotov         | Pavel Kotov         | 4            | 1            |  |
|  | 6           | Pavel Kotov          | 4                   | 6           | 6           |  |  |              |                     |                     |              |              |  |

### Sezione 2
|  | Primo turno | Primo turno     | Primo turno     | Primo turno | Primo turno |  |  | Ultimo turno | Ultimo turno    | Ultimo turno | Ultimo turno | Ultimo turno |  |
|  |             |                 |                 |             |             |  |  |              |                 |              |              |              |  |
|  | 2           | Corentin Moutet | Corentin Moutet | 6           | 6           |  |  |              |                 |              |              |              |  |
|  |             | Giulio Zeppieri | Giulio Zeppieri | 2           | 4           |  |  | 2            | Corentin Moutet | 7            | 3            | 611          |  |
|  | WC          | Jérôme Kym      | Jérôme Kym      | 4           | 64          |  |  | 8            | Elias Ymer      | 5            | 6            | 7            |  |
|  | 8           | Elias Ymer      | Elias Ymer      | 6           | 7           |  |  |              |                 |              |              |              |  |

### Sezione 3
|  | Primo turno | Primo turno    | Primo turno    | Primo turno | Primo turno |  |  | Ultimo turno | Ultimo turno  | Ultimo turno  | Ultimo turno | Ultimo turno |  |
|  |             |                |                |             |             |  |  |              |               |               |              |              |  |
|  | 3           | Nicolás Jarry  | Nicolás Jarry  | 7           | 7           |  |  |              |               |               |              |              |  |
|  |             | Flavio Cobolli | Flavio Cobolli | 65          | 5           |  |  | 3            | Nicolás Jarry | Nicolás Jarry | 6            | 6            |  |
|  | WC          | Paul Ender     | Paul Ender     | 1           | 2           |  |  | 7            | Vít Kopřiva   | Vít Kopřiva   | 4            | 4            |  |
|  | 7           | Vít Kopřiva    | Vít Kopřiva    | 6           | 6           |  |  |              |               |               |              |              |  |

### Sezione 4
|  | Primo turno | Primo turno      | Primo turno | Primo turno | Primo turno |  |  | Ultimo turno | Ultimo turno     | Ultimo turno | Ultimo turno | Ultimo turno |  |
|  |             |                  |             |             |             |  |  |              |                  |              |              |              |  |
|  | 4           | Yannick Hanfmann | 3           | 7           | 6           |  |  |              |                  |              |              |              |  |
|  |             | Filip Misolic    | 6           | 64          | 0           |  |  | 4            | Yannick Hanfmann | 3            | 6            | 6            |  |
|  |             | Zizou Bergs      | 6           | 4           | 7           |  |  |              | Zizou Bergs      | 6            | 3            | 2            |  |
|  | 5           | Facundo Bagnis   | 2           | 6           | 65          |  |  |              |                  |              |              |              |  |